# 卡洛斯·梅塞纳里奥
卡洛斯·梅塞纳里奥（西班牙語：Carlos Mercenario，1967年5月23日—），墨西哥男子田径运动员。他曾代表墨西哥参加1988年和1992年夏季奥林匹克运动会田径比赛，其中1992年奥运会获得一枚银牌。